# St. Nikolaus (Berlin-Wittenau)

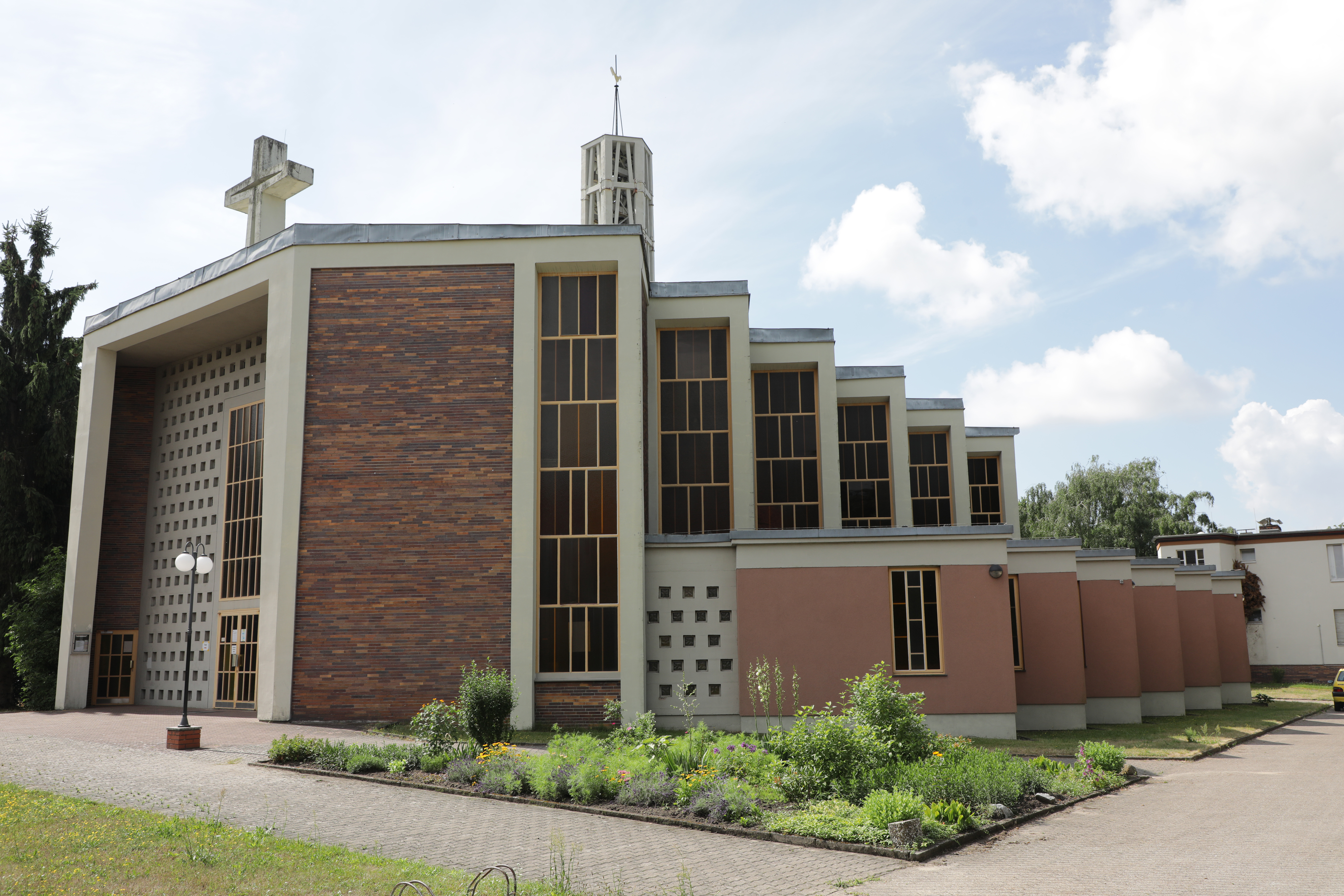
St.-Nikolaus-Kirche

Die römisch-katholische St.-Nikolaus-Kirche (ⓘ) am Spießweg 1–3 Ecke Techowpromenade 35/43 im Berliner Ortsteil Wittenau des Bezirks Reinickendorf steht unter Denkmalschutz. Sie wurde 1960/61 nach einem Entwurf von Heinz Völker und Rolf Grosse gebaut. Namenspatron der Kirche ist Nikolaus von Tolentino, ein Augustinermönch des 13. und 14. Jahrhunderts.

## Geschichte
Der Impuls für die Gründung der Kirchengemeinde in Wittenau ging von St. Marien in Reinickendorf aus. 1928 wurde Wittenau zu einer Kuratie zusammengefasst und der Würzburger Augustinerorden als Seelsorger gewonnen. Die Gottesdienste fanden bis 1946 in der 1928 neu errichteten Kapelle des St.-Josef-Kinderheims der Marienschwestern statt. Eine Arbeitsdienst-Baracke bildete dann bis 1961 die Notkirche der Nikolaus-Gemeinde, die 1951 gegründet und 1954 selbstständig geworden war. 1958 konnte das Grundstück für eine neue Kirche erworben werden. Am 19. Juni 1960 wurde der Grundstein für die neue Kirche gelegt, die am 29. April 1961 geweiht wurde. Bei ihrer Widmung wurde an das alte Nikolai-Patrozinium von Dalldorf – so hieß Wittenau bis 1905 – angeknüpft, wenn auch mit einem neuen Namenspatron (Nikolaus von Tolentino, statt Nikolaus von Myra).
1968 wurde das Gebiet des Märkischen Viertels vom Gemeindegebiet abgetrennt und dort die Pfarrei St. Martin neu gegründet. Im Zuge der Sparmaßnahmen im Erzbistum Berlin fusionierten 2003 die beiden Gemeinden zur Gemeinde St. Martin mit den Gottesdienststandorten St. Martin und St. Nikolaus. Seit 2004 ist die St.-Nikolaus-Kirche auch die Heimat der Mission spanischer Sprache in Berlin geworden.

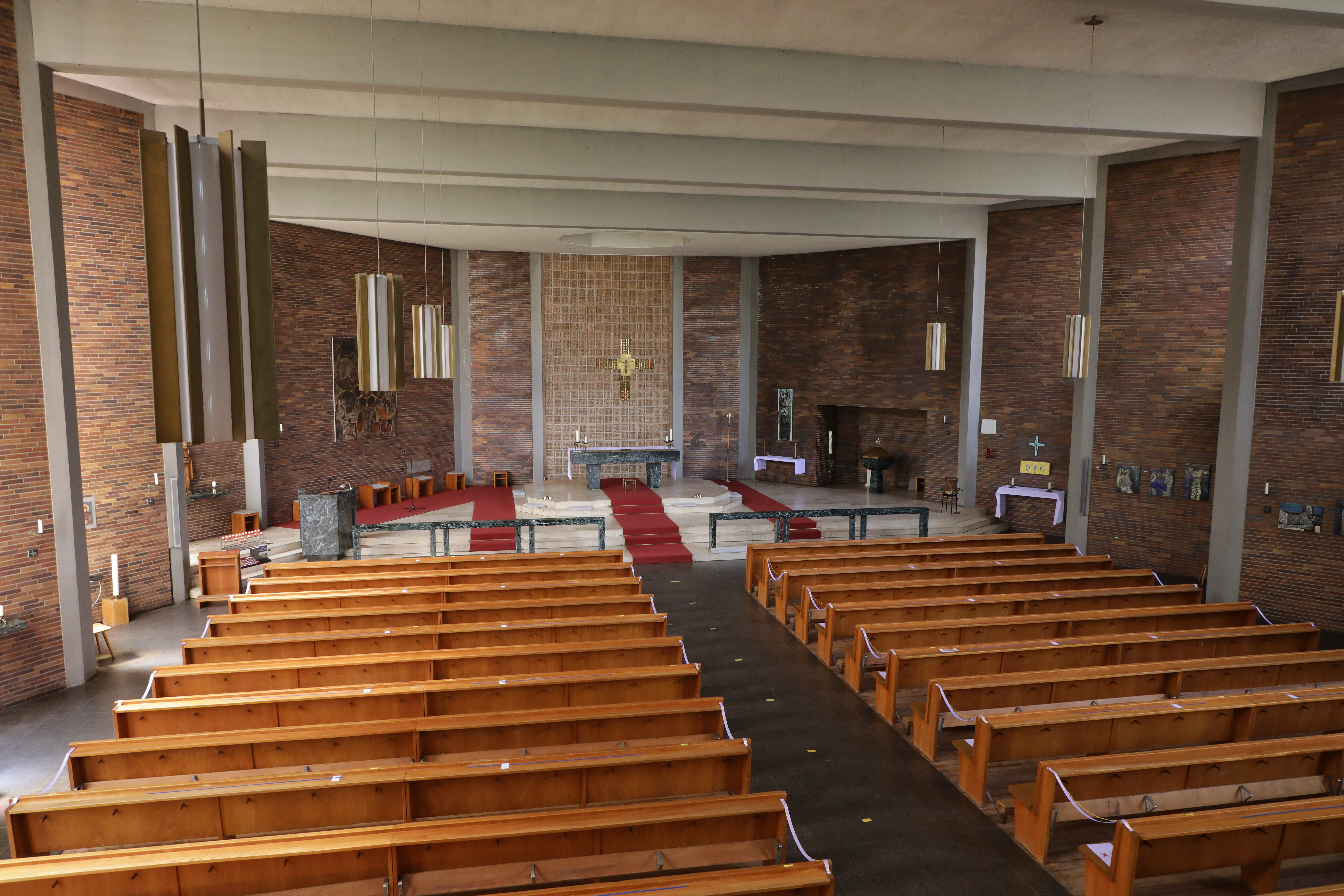
Innenraum

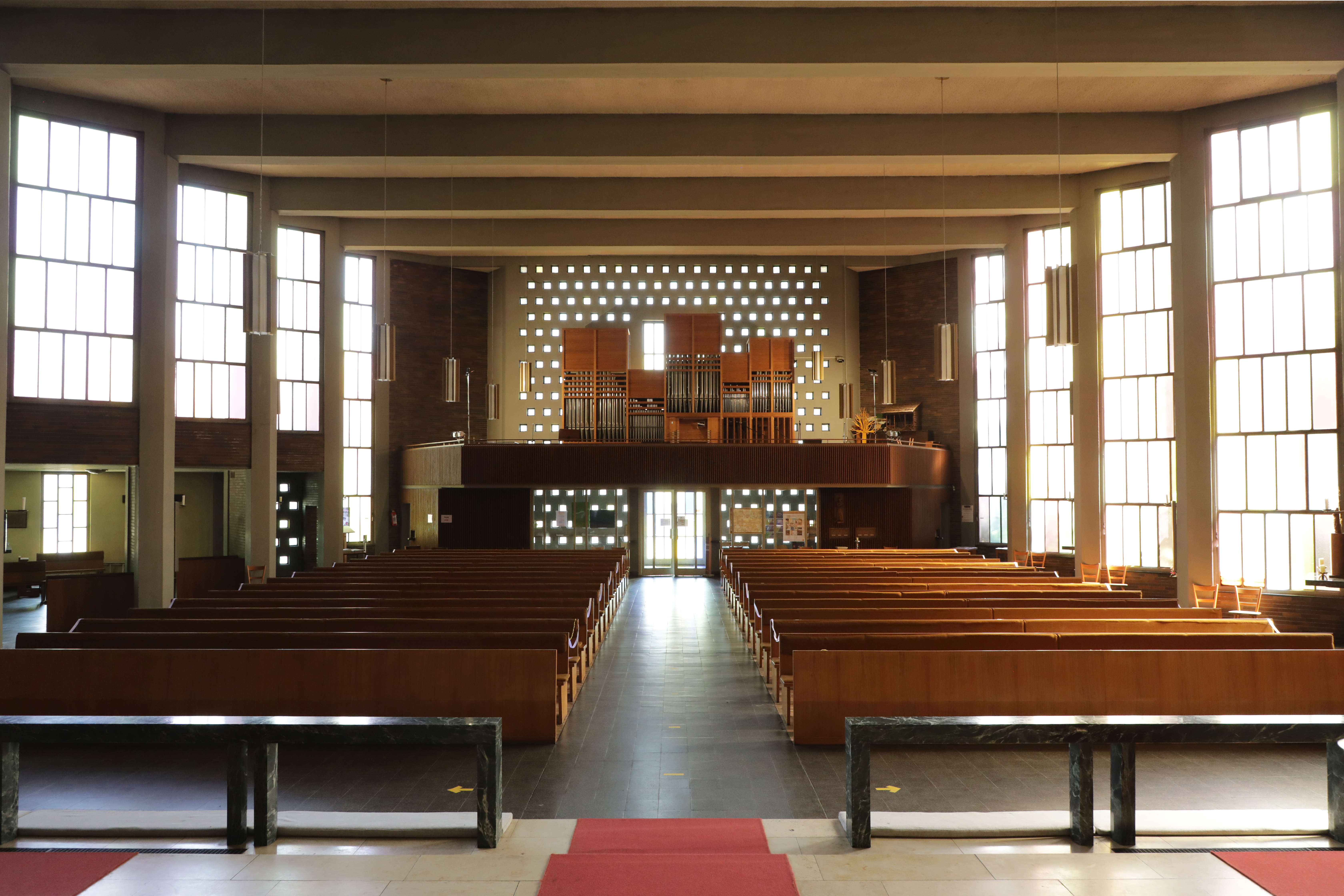
Blick zur Orgel

Die fusionierte Kirchengemeinde gehörte seit 2013 zum Pastoralverbund Reinickendorf-Nord, der zum 1. Januar 2017 umgewandelt wurde in die Pfarrei St. Franziskus. Jetzt sind St. Martin und St. Nikolaus zwei der sieben Gemeinden dieser Pfarrei.

## Baubeschreibung
Das Gebäudeensemble besteht aus der frei stehenden Saalkirche auf polygonalem Grundriss, die durch eine Pergola mit dem 36 m hohen, sechseckigen Campanile verbunden ist, dem zweigeschossigen Pfarrhaus und dem Kindergarten.
Das Kirchenschiff ist in Skelettbauweise mit tragenden Rahmen aus Stahlbeton ausgeführt. Die Rahmen der Konstruktion sind so aufgestellt, dass sie sechs Joche oder Raumteile im Grundriss abstecken, sie sind innen wie außen sichtbar, innen als Unterzüge. Bei den zickzack-förmigen Seitenwänden wechseln sich Wandscheiben aus rotbraunem Klinker mit raumhohen Sprossenfenstern mit dunkel getöntem Glas ab. Rechts vom Hauptschiff befindet sich in gleicher Staffelung das ebenerdige Schiff der Beichtkapelle. Der Altarbereich befindet sich im Drei-Sechstel-Abschluss des Langhauses. Die Giebelwand steht auf den drei Seiten eines Sechsecks, in der Mitte befindet sich das Portal. Die anderen drei Wände im Innern trennen den Vorraum vom Kirchenschiff. Das Stabwerk des quadratischen Glockenturms aus grauem Sichtbeton läuft nach oben konisch zu. Über dem Portal befindet sich ein großes Kreuz aus Beton auf dem Flachdach, der Turm trägt nur einen Wetterhahn.

## Orgel

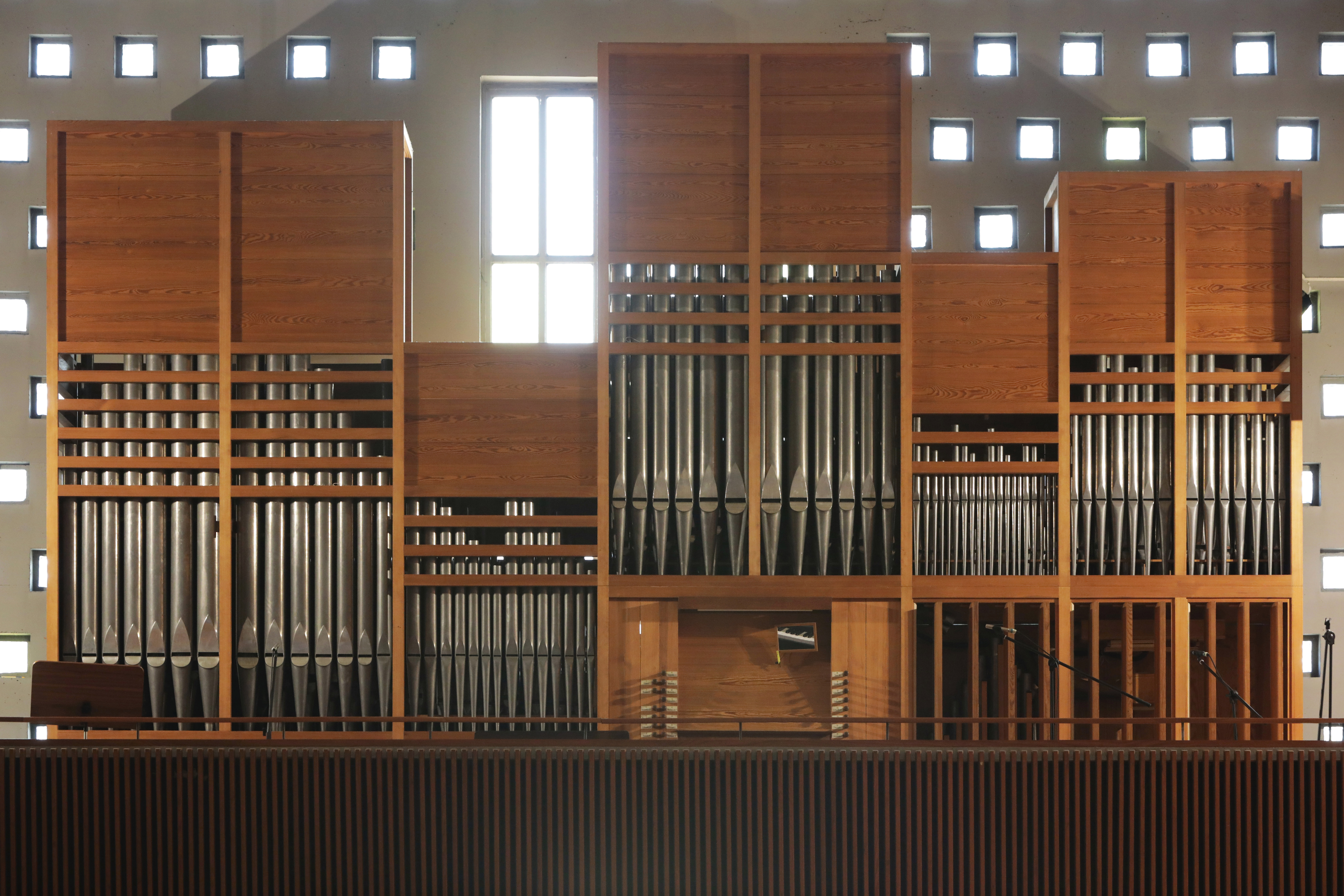
Rohlf-Orgel

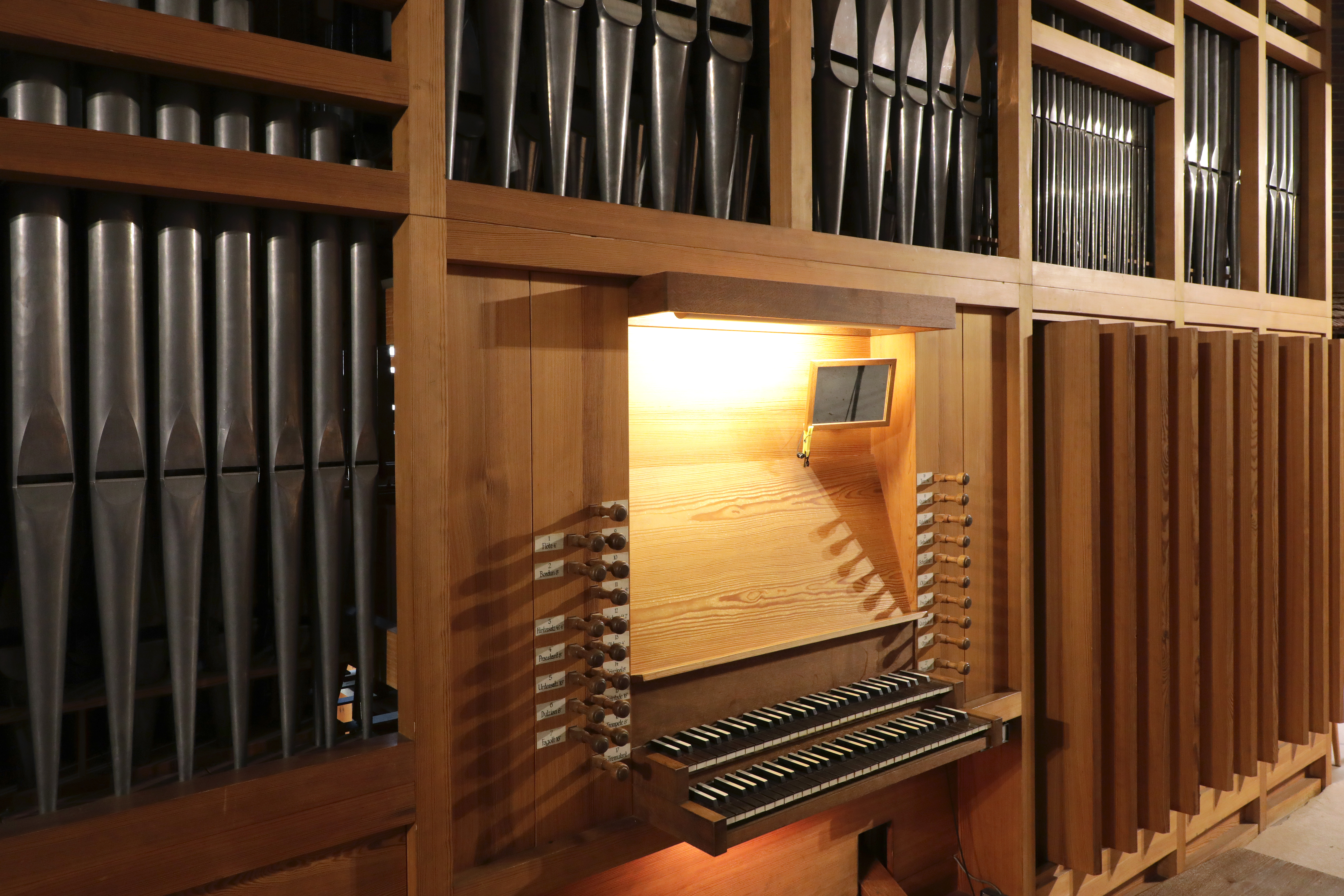
Spielanlage der Orgel

Die erste Orgel in St. Nikolaus hatte ein Manual mit angehängtem Pedal; sie stand bereits in der Notkirche. 1970 wurde eine Orgel der Berliner Orgelwerkstatt Karl Schuke mit 13 Registern auf zwei Manualen und Pedal erworben, die 1982 erweitert wurde.
Das heutige Instrument mit 25 klingenden Registern und ca. 1650 Pfeifen erbaute die Firma Johannes Rohlf in den Jahren 1973–1974 für die ehemalige von Peter Poelzig entworfene Lutherkirche (heute: Begegnungskirche) in Berlin-Reinickendorf. Vorbild für den Prospekt war die Kuhn-Orgel (1972) in der Aula des Konservatoriums Winterthur (Schweiz).
Die Orgel wurde als Dauerleihgabe von Ende November 2005 bis Januar 2006 von Michael Becker Orgelbau nach St. Nikolaus umgesetzt. Für ihren Klang sind Vorbilder im barocken Orgelbau zu finden. Somit sind Werke dieser Epoche besonders gut darstellbar. Die Trakturen sind mechanisch. Die Disposition lautet:
| I Hauptwerk C–g3 |                 |       |
| 1.               | Quintade        | 16′   |
| 2.               | Prinzipal       | 8′    |
| 3.               | Koppelflöte     | 8′    |
| 4.               | Oktave          | 4′    |
| 5.               | Blockflöte      | 4′    |
| 6.               | Sesquialtera II | 2 ⁄3′ |
| 7.               | Waldflöte       | 2′    |
| 8.               | Mixtur IV–V     | 2′    |
| 9.               | Trompete        | 8′    |
|                  | Tremulant       |       |

| II Schwellwerk C–g3 |             |        |
| 10.                 | Gedeckt     | 8′     |
| 11.                 | Quintade    | 8′     |
| 12.                 | Prinzipal   | 4′     |
| 13.                 | Rohrflöte   | 4′     |
| 14.                 | Oktave      | 2′     |
| 15.                 | Quinte      | 1 ⁄3′  |
| 16.                 | Terz        | 1 3⁄5′ |
| 17.                 | Scharff III | 1′     |
| 18.                 | Oboe        | 8′     |
|                     | Tremulant   |        |

| Pedal C–f1 |               |     |
| 19.        | Untersatz     | 16′ |
| 20.        | Praestant     | 8′  |
| 21.        | Bordun        | 8′  |
| 22.        | Flöte         | 4′  |
| 23.        | Hintersatz IV | 4′  |
| 24.        | Fagott        | 16′ |
| 25.        | Dulcian       | 8′  |

- Koppeln: II/I, I/P, II/P

## Kreuzwegstationen
Die Wandscheiben zwischen Hauptschiff und Beichtkapelle sind mit vierzehn Kreuzwegstationen geschmückt, die Hans Beyermann 1982 in Email gefertigt hat:
- Jesus wird zum Tode verurteilt
- Jesus nimmt das Kreuz auf seine Schultern
- Jesus fällt zum ersten Mal unter dem Kreuz
- Jesus begegnet seiner Mutter
- Simon von Cyrene hilft Jesus das Kreuz tragen
- Veronika reicht Jesus das Schweißtuch
- Jesus fällt zum zweiten Mal unter dem Kreuz
- Jesus begegnet den weinenden Frauen
- Jesus fällt zum dritten Mal unter dem Kreuz
- Jesus wird seiner Kleider beraubt
- Jesus wird ans Kreuz geschlagen
- Jesus stirbt am Kreuz
- Jesus wird vom Kreuz genommen und in den Schoß seiner Mutter gelegt
- Der Leichnam Jesu wird ins Grab gelegt

## Geläut
Das Geläut besteht aus drei Gussstahlglocken, die 1960 vom Bochumer Verein gegossen wurden.
| Name der Glocke | Schlagton | Gewicht | Durchmesser | Höhe   |
| --------------- | --------- | ------- | ----------- | ------ |
| NIKOLAUS        | e′        | 1360 kg | 144 cm      | 118 cm |
| ELISABETH       | gis′      | 0440 kg | 105 cm      | 085 cm |
| HEINRICH        | h′        | 0320 kg | 089 cm      | 075 cm |